# Errol Alibux
Liakat Ali Errol Alibux (Paramaribo, 30 november 1948) is een Surinaams politicus en voormalige premier van Suriname. Hij is een van de 25 verdachten in het Decembermoorden strafproces.

## Opleiding
Van 1967 tot 1973 studeerde hij in Rotterdam sociologie aan de Erasmus Universiteit. Hierna was hij werkzaam bij het Surinaamse ministerie van Sociale Zaken en Volkshuisvesting als hoofd van de dienst Algemeen Maatschappelijke Zorg.

## Progressieve Arbeiders- en Landbouwers Unie
Alibux was lid geweest van de progressieve Volkspartij van Rubin Lie Pauw Sam. Door meningsverschillen verliet hij deze partij en in 1973 richtte hij de Progressieve Arbeiders- en Landbouwers Unie (PALU) op. Alibux werd de voorzitter hiervan. Tijdens de militaire dictatuur had Desi Bouterse een verbod op politieke partijen ingesteld, maar de PALU was de enige partij die haar politieke activiteiten wel mocht ontplooien.

## Minister en premier
In 1980 werd Alibux op verzoek van Desi Bouterse minister van Sociale Zaken en Volkshuisvestiging (vanaf 22 oktober 1980). Na het aftreden van minister H.L. Illes kwam het Ministerie van Arbeid ook nog onder het beheer van Alibux (vanaf 23 januari 1981).
Volgens Fred Derby, de enige overlevende van de Decembermoorden van 1982, was Alibux aanwezig op het terrein van Fort Zeelandia tijdens de martelingen en moorden. Ruim drie maanden na de Decembermoorden, op 28 februari 1983 werd Alibux premier van Suriname en minister van Buitenlandse Zaken (tot 3 februari 1984), posten die al die tijd vacant waren geweest.
Op 28 februari 1983 trad hij aan als hoofd van het kabinet-Alibux, ten tijden van het militaire regime in Suriname. Mede door grote stakingen in december 1983 en januari 1984, die op 19 december begonnen met de stakingen bij Billiton en Suralco,  kwam dat kabinet ten val.

## Criminaliteit
In 2000 werd Alibux aangeklaagd wegens oplichting van de staat, valsheid in geschrifte en overtreding van de deviezenwet. Tijdens de rechtszaak kwam hij niet altijd opdagen omdat hij het volgens eigen zeggen te druk had met politieke zaken. Alibux was intussen voorzitter geworden van het Democratisch Nationaal Platform 2000 (DNP 2000, de partij van Wijdenbosch). Het Surinaamse Hof veroordeelde hem in 2003 tot een jaar gevangenisstraf wegens valsheid in geschrifte en oplichting van de staat. Hij werd schuldig bevonden aan het vervalsen van een missive van de ministerraad om de aankoop van een pand mogelijk te maken toen hij minister van Financiën was.
Dit is niet de enige keer dat een voormalig Surinaams minister in de gevangenis belandde door zaken die hij tijdens zijn ministerschap had gedaan: in 1977 werd Willy Soemita veroordeeld tot een gevangenisstraf en in 2008 zou dat ook nog met Dewanand Balesar gebeuren.
Eind november 2007 begon de rechtszaak tegen Alibux en de 24 andere overgebleven verdachten van de Decembermoorden.